# لاجيوس
لاجيوس (بالإنجليزية: LAGEOS)‏ وهي اختصار (Laser Geodynamics Satellite) وتعني القمر الصناعي الجيوديناميكي الليزري أو مرصد الاستطلاع البيئي الهندسي بوساطة الليزر، وهو سلسة من قمرين صناعيين للأبحاث العلمية حيثُ صُممت لتوفير تحديد ليزري مداري كنقطة مرجعية للدراسات الجيوديناميكية المتعلقة بكوكب الأرض، حيث أن كل قمر صناعي يتكون من عاكس ليزري سالب عالي الكثافة في مدار أرضي متوسط ثابت.

## المهمة والعمل
يتكون القمر الصناعي من كُرات من النحاس الأصفر المغطى بالألمنيوم، قطرها 60 سم ووزنها يتراوح ما بين 400 إلى 411 كغ وتم تغطية هذه الكرات ب426 عاكس مرجع مكعب الحواف، حيث تضفي هذه الكرات مظهر كرة غولف عملاقة، حيث أن 422 عاكسًا صُنعوا من زجاج السيليكا المصهور بينما صُنع الأربعة الباقون من الجيرمانيوم للحصول على القياسات بالأشعة تحت الحمراء للدراسات التجريبية على الانعكاسية وتوجيه الأقمار الصناعية. لا تملك هذه الأقمار الصناعية حساسات أو أجهزة إلكترونية على سطحها وغير مُتَحَكّم في ارتفاعها، حيث أنها تدور على ارتفاع يصل ل 5900 كم فوق مدار أرضي منخفض وتحت المدار الجغرافي الثابت بزاوية ميول مدارية بقياس 109.8 و52.6 درجة.
يتم إجراء القياسات عن طريق نبضات من الحزم الليزرية التي يتم إرسالها من محطة أرضية في كوكب الأرض إلى الأقمار الصناعية، بعدها تعود هذه الحزم الليزرية إلى كوكب الأرض بعد أن تكون قد أصابت الأسطح العاكسة.
تُقاس أزمنة الانتقال هذه بدقة لتسمح بذلك للمحطات الأرضية -المنتشرة في أماكن مختلفة على كوكب الأرض- بقياس المسافة الفاصلة بينها وبين تلك الأقمار الصناعية بغاية الوصول إلى دقة تصل 2.54 سم في مسافة آلاف الكيلومترات.
تُمكن أقمار لاجيوس الصناعية من تحديد مواقع نقاط مختلفة على سطح الأرض بدقة عالية جداً بسبب ثباتها على محور دورانها. كما يُعتبر لاجيوس أدق المراجع الممكنة لتحديد الموقع بسبب دورانه العالي الانتظام وهندسته الدقيقة المعتمدة على ثبات الارتفاع وأيضًا النسبة العاية بين وزنه ومساحة سطحه.

## أهداف الرحلة
تهدف أقمار لاجيوس إلى:

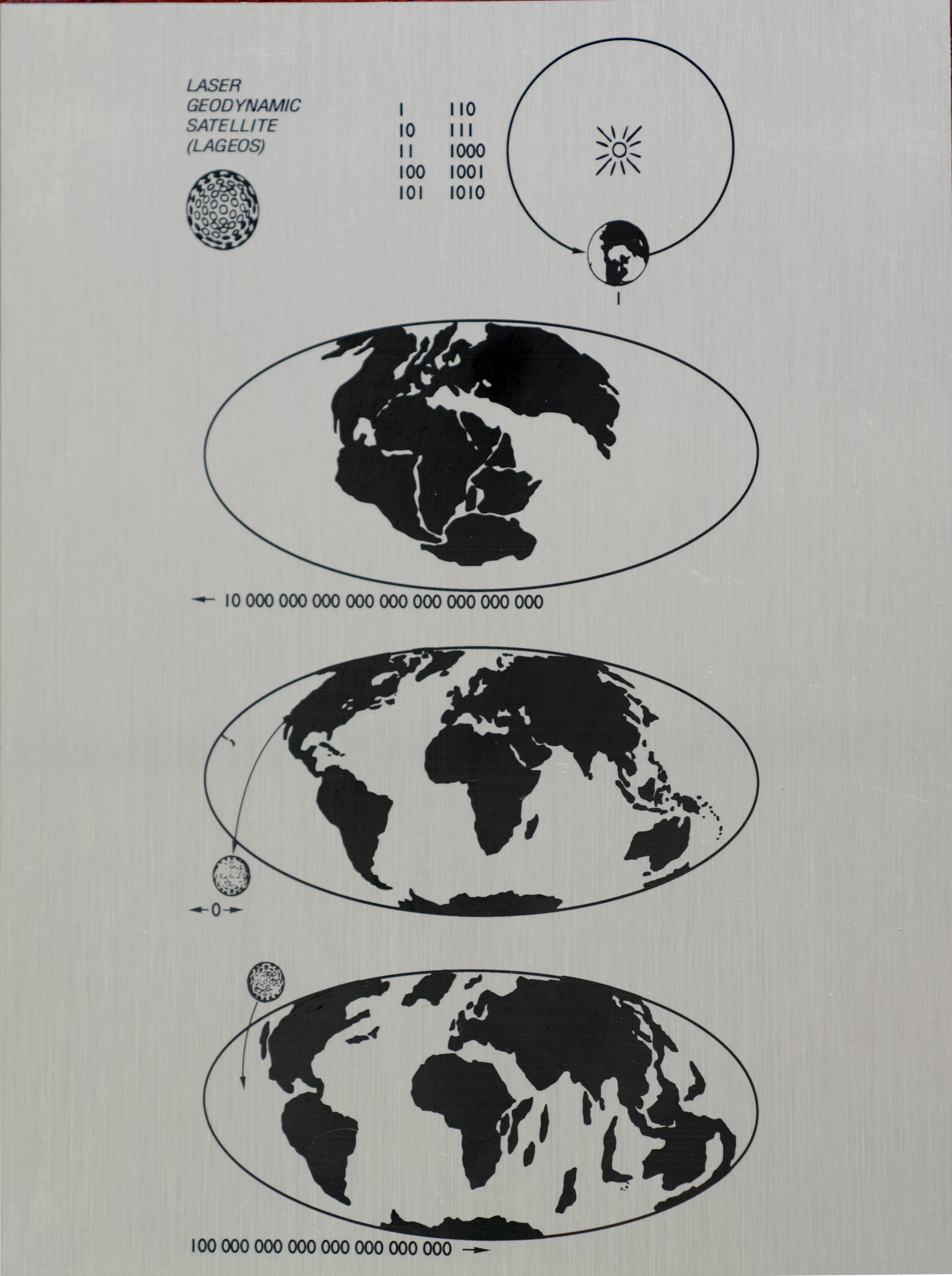
لوحة لاجيوس من تصميم كارل ساغان

- تقديم قياسات دقيقة حول موقع القمر الصناعي بالنسبة للأرض.
- تحديد شكل الكوكب.
- تحديد حركة الصفائح التكتونية المترافقة مع الانجراف القاري.

تقع محطات التعقب الأرضية في العديد من البلدان (الولايات المتحدة، المكسيك، فرنسا، ألمانيا، بولندا، أستراليا، مصر، الصين، بيرو، إيطاليا، اليابان) وتترواح إمكانية الوصول إلى القمر الصناعي والبيانات من هذه المحطات من أنحاء العالم للمحققين الذين يدرسون حركة القشرة الأرضية.
يوجد مركبتان فضائيتيان من النوع لاجيوس: لاجيوس-1 والذي تم إطلاقه في عام 1976، ولاجيوس-2 تم إطلاقه في عام 1992. كلا القمرين الفضائيين تم تعقبهما من قبل شبكة أقمار صناعية للتعقب الليزري في عام 2011.

## كبسولة زمنية
يحتوي لاجيوس-1 (الذي من المتوقع دخوله إلى غلافنا الجوي بعد 8.4 مليون سنة) لويحة من تصميم كارل ساغان لتبيّن للبشر في المسقبل موعد إطلاقه، وتتضمن اللويحة الأعداد من 1 إلى 10 بالنظام الثنائي. وفي الزاوية العلوية اليمنى مخطط للأرض تدور حول الشمس ويشير العدد 1 بالنظام الثنائي إلى دورة واحدة تعادل سنة واحدة وتُظهر أيضًا 268435456 سنة في الماضي (بالنظام الثنائي 228) ومؤَشر عليها بسهم يساري، بالإضافة إلى توزيع القارات على كوكب الأرض في ذلك الوقت بينما تم الإشارة إلى التوزيع الحالي للقارات بصفر وسهمان أمامي وخلفي، وأيضًا تمت الإشارة إلى التوزيع المُحتمل للقارات على كوكب الأرض ب سهم أمامي والعدد 8388608 (بالنظام الثنائي 223).

## معلومات الإطلاق
- تم إطلاق لاجيوس-1 في الرابع من شهر أيار\مايو من عام 1976.
- تم تفعيل لاجيوس-2 في 23 تشرين الأول\أكتوبر من عام 1992.

## روابط خارجية
- الموقع الرسمي